# Fado – Die Stimmen von Lissabon
Fado – Die Stimmen von Lissabon (portugiesischer Originaltitel: Silêncio - Vozes de Lisboa, zu deutsch: Ruhe – Lissabonner Stimmen) ist ein portugiesisch-ungarischer Dokumentarfilm der Regisseurinnen Céline Coste Carlisle und Judit Kalmár aus dem Jahr 2020.
Er hat den traditionellen portugiesischen Musikstil Fado zum Thema, der sich unter dem Touristenansturm auf Lissabon in den angestammten, nun aber zunehmend gentrifizierten Altstadtvierteln verändert. Der portugiesische Originaltitel spielt zum einen auf den Ausruf Silêncio an, der in den Lokalen die Besucher zur Ruhe aufrief vor der Fadodarbietung, der ursprünglich still beigewohnt wurde, damit die Zuhörer Text und Stimmung aufnehmen konnten. Zum anderen spielt er auch auf die verstummenden Stimmen des nachbarschaftlichen Amateurfados in den Altstadtvierteln an.

## Handlung
Der Film porträtiert das Alfama-Viertel, das unter dem stetig steigenden Besucherstrom leidet. So sind die traditionellen Fadolokale in den engen Gassen heute überwiegend den Touristen vorbehalten, während die Bewohner ihren traditionellen Fado als Ausdruck ihres Gemütes, ihrer Sorgen und ihres Zusammengehörigkeitsgefühls in Hinterhofvereinen und wenigen verbliebenen traditionellen Eckkneipen pflegen.
Die seit 1999 in Portugal lebende Schweizerin Céline Coste Carlisle durchstreift hier das Viertel. Es kommen Menschen und Freunde der Alfama zu Wort, darunter die alte Fadosängerin Ivone Dias und die Fadosängerin einer neueren Generation, Marta Miranda, die als Sängerin der Gruppe OqueStrada bekannt wurde und selbst ein Lokal führte. Dabei porträtiert der Film auch die Ausdrucksform des Fados, seine Texte und Emotionen, und geht dabei der Beziehung der Fadistas zum sich ändernden Fado nach.

## Produktion und Rezeption
Der Film wurde 2020 von der Filmproduktionsgesellschaft Charneca Bubble produziert, mit Unterstützung durch den portugiesischen öffentlich-rechtlichen Fernsehsender RTP, das Fadomuseum Lissabon, das portugiesische Musiklabel Metro Som und den Musikverlag Sony Music Publishing.
Seine Premiere feierte der Film am 13. September 2020 beim International Intangible Heritage Film Festival, dem Filmfestival des Immateriellen Kulturerbes in Südkorea (in dem Jahr nur online). Er lief danach auf einer Reihe weiterer internationaler Filmfestivals, darunter das Internationale Dokumentarfilmfestival von Buenos Aires (FIDBA, am 23. September 2020), das irische IndieCork Film Festival (am 4. Oktober 2020), das Internationale Festival für den Ethnologischen Film in Belgrad (am 13. Oktober 2020), das US-amerikanische Arlington International Film Festival (am 5. November 2020), das kongolesische FICKIN - International Film Festival Kinshasa (am 14. November 2020), die portugiesischen Caminhos do Cinema Português (am 16. November 2020), das israelische Solidarity Human Rights Film Festival (am 9. Dezember 2020), das polnische Two Riversides Film and Art Festival (am 1. August 2021) und das DOK.fest München (online vom 5. bis zum 23. Mai 2021).
In Portugal wurde der Film erstmals am 16. Oktober 2020 beim CineEco-Filmfestival in Seia gezeigt. Seinen Kinostart hatte er am 23. September 2021, nur im Lissabonner Kino City Classic Alvalade, wo er 310 Zuschauer zählte.
Er war der Eröffnungsfilm des FESTin 2020, dem Festival für Filme der portugiesischsprachigen Welt.